# Мой район (газета)
«Мой район» — еженедельная бесплатная информационно-рекламная газета с локальным зонированием материалов и/или рекламы, выходившая в Москве (в Санкт-Петербурге выходила с октября 2002 до апреля 2018 года).

## История
15 октября 2002 года — выход первого прототипа газеты (Санкт-Петербург).
С 15 сентября 2006 года — выход в некоторых районах Москвы.
С апреля 2018 года прекращен регулярный выпуск газеты «Мой район» в Санкт-Петербурге. Издание перешло в формат тематических спецпроектов.
С апреля 2019 года приостановлен выпуск подмосковных газет «Мой район».

## Телепрограмма
С марта 2011 года в газете печаталась программа передач. Впервые в истории российской печати телепрограмма печаталась в формате «Пифагорова линейка», специально разработанный для занятых людей. «Мой район» стал первой газетой, который печатала телепрограмму в таком варианте.

## Награды и премии
- «Золотое перо» (2006, в номинации «Медиапроект года»[2]);
- Международная премия SNDR «Газетный дизайн» — 2008, 2009
- «Золотой фонд прессы» 2016, 2017, 2018
- Алексей Синельников — главный редактор 2017 года, в номинации «Смелые решения»